# BYD Yuan
BYD Yuan (比亚迪元) — субкомпактний кросовер позашляховик, вироблений китайським виробником електромобілів BYD Auto, розташований нижче компактного кросовера BYD Song. Це частина серійних автомобілів BYD «Серія Dynasty» і названа на честь династії Юань.

## Опис

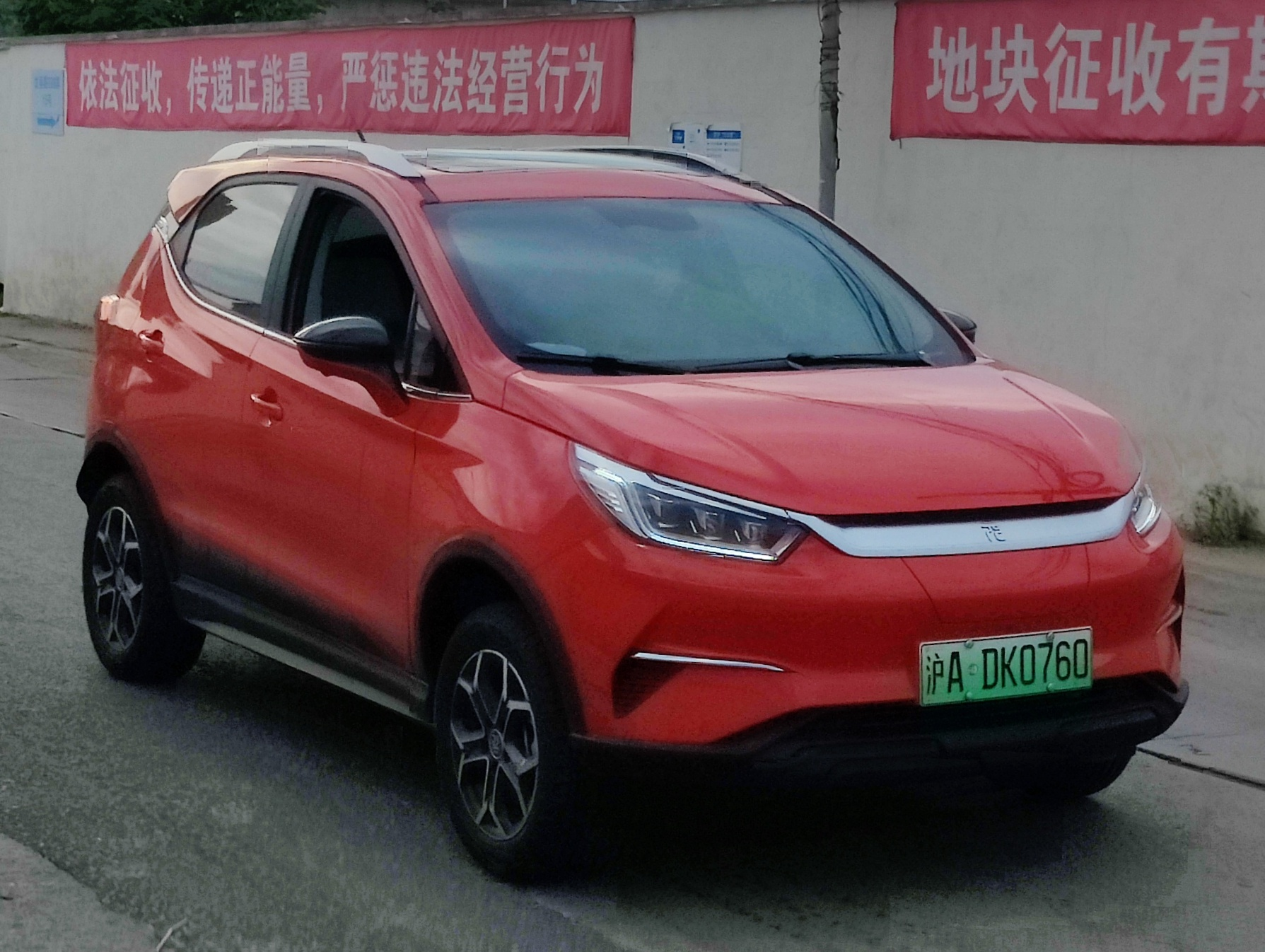
BYD Yuan Pro

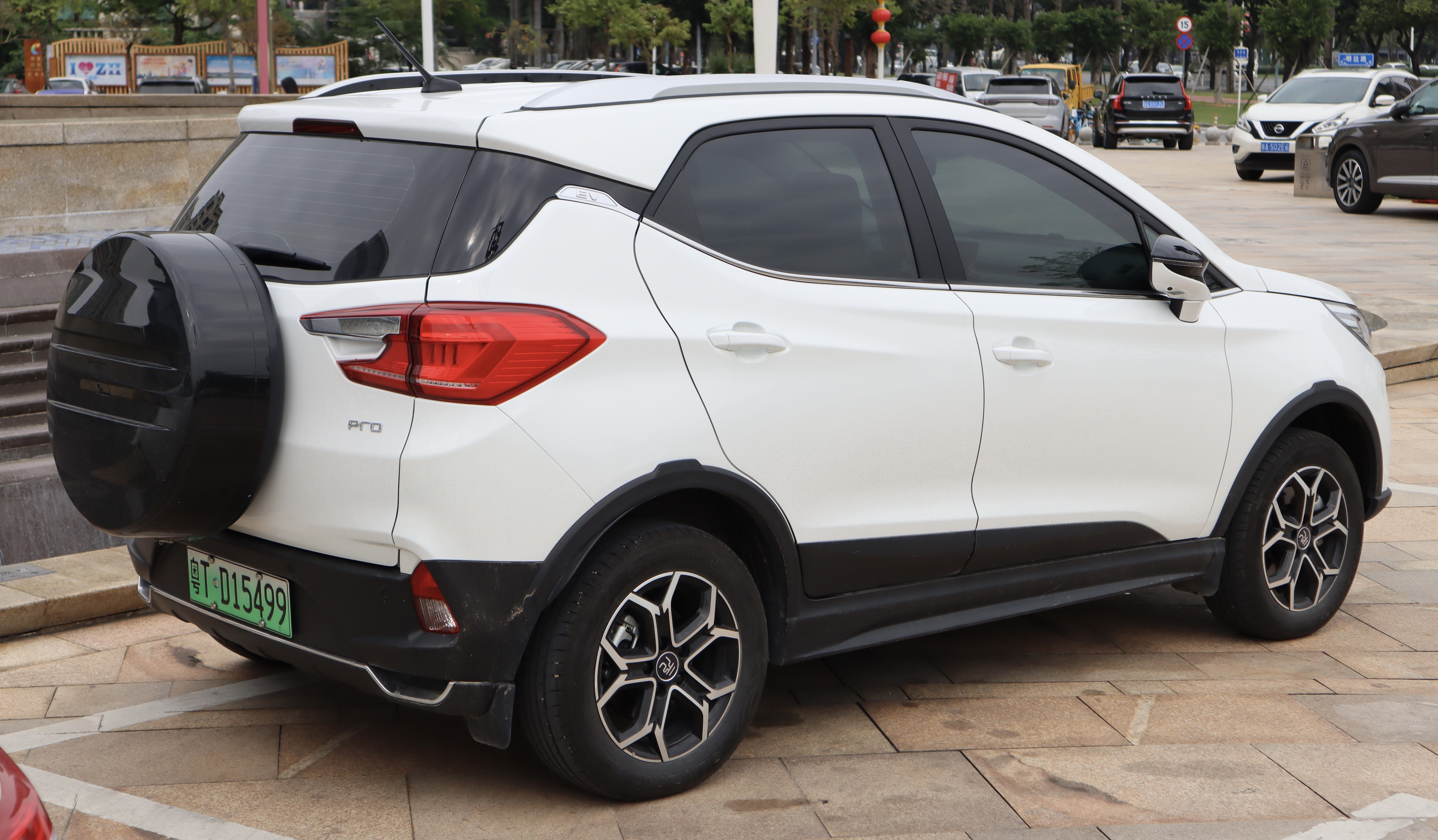
BYD Yuan Pro

Випущений з березня 2016 року, BYD Yuan наразі доступний лише як повністю електричний автомобіль, хоча раніше також пропонувалися бензинова та плагін-гібридна версія. Бензинова версія BYD Yuan виготовлялася з 2015 року як BYD S1, перш ніж була перейменована і стала частиною сімейства Yuan. На деяких ринках назва S1 була збережена і повторно використана навіть для повністю електричної версії. BYD S2 — це повністю електричний малолітражний кросовер, який, по суті, є оновленим Yuan, коротшим, ніж оригінальні Yuan і S1, і був випущений у 2019 році.
У 2021 році електромобіль Yuan, піддався рестайлінгу, та отримав назву BYD Yuan Pro. Основні габарити та зовнішній вигляд задньої частини авто залишився практично без змін, проте решта кузова, салон, двигун та батарея зазнали серйозних змін.
Нова версія BYD Yuan Pro отримала стильний сучасний вигляд ззовні, та мінімалістичний  футуристичний дизайн інтер'єру. На зміну високовольній батареї Li-ion ємністю 47 кВт·год прийшла Blade battery композиту LiFePO₄ ємністю 50 кВт·год. Новий хімічний склад батареї дозволив виробнику забезпечити довічну гарантію на батарею. Тяговий двигун також зазнав змін, його потужність зросла до 100 кВт, а крутний момент до 210 Н·м. Завдяки вдалому поєднанню доволі потужного електричного двигуна, великою батареї та програмного регулювання вдалось досягти вражаючих показників запасу ходу в 401 км, і мова про ральний запас ходу, а не номінальний.

### Двигуни
- 1.5 L BYD473QE I4
- 1.5 L BYD476ZQA I4 turbo

### Yuan Plus/Atto 3, з 2022

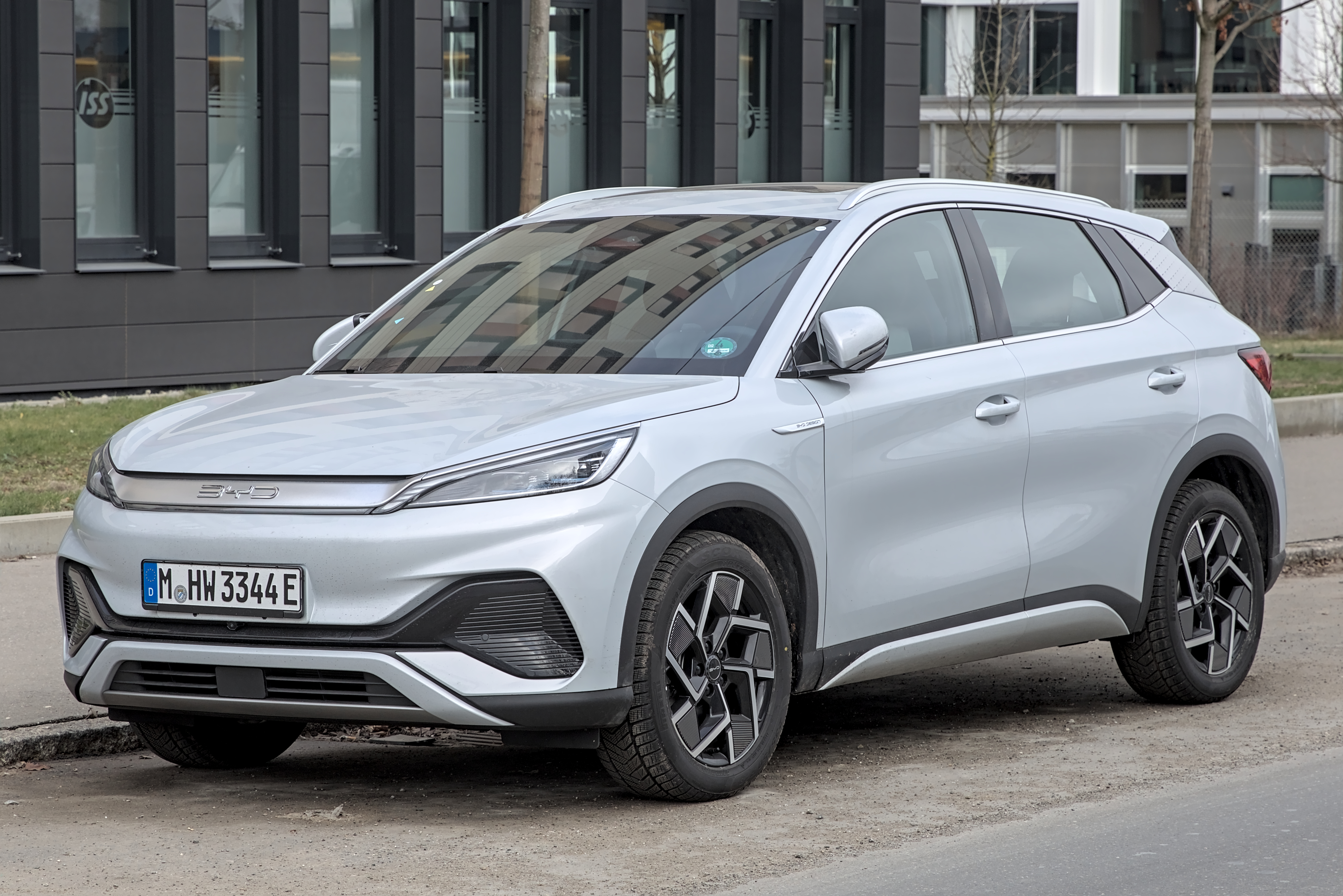
BYD Atto 3

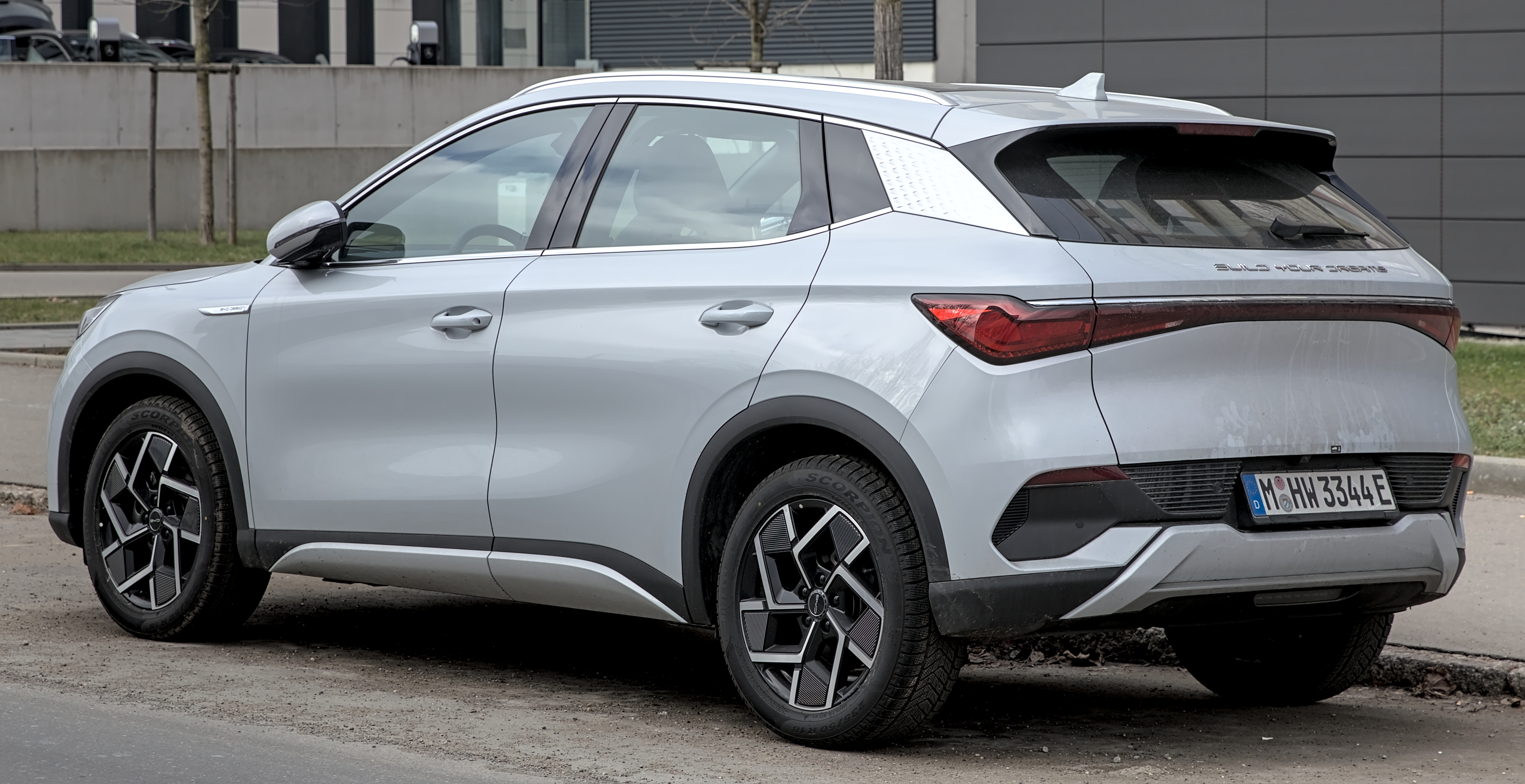

У липні 2021 року з’явилася новина про повністю електричну модель другого покоління Yuan, яка отримала назву BYD Yuan Plus, щоб відрізнити її від першого покоління Yuan, яке продовжувало продаватися. Yuan Plus значно більший, ніж Yuan і Yuan Pro, і тепер за розміром ближче до компактного кросовера. На міжнародних ринках модель називається BYD Atto 3.

### Yuan Up/Atto 2, з 2024

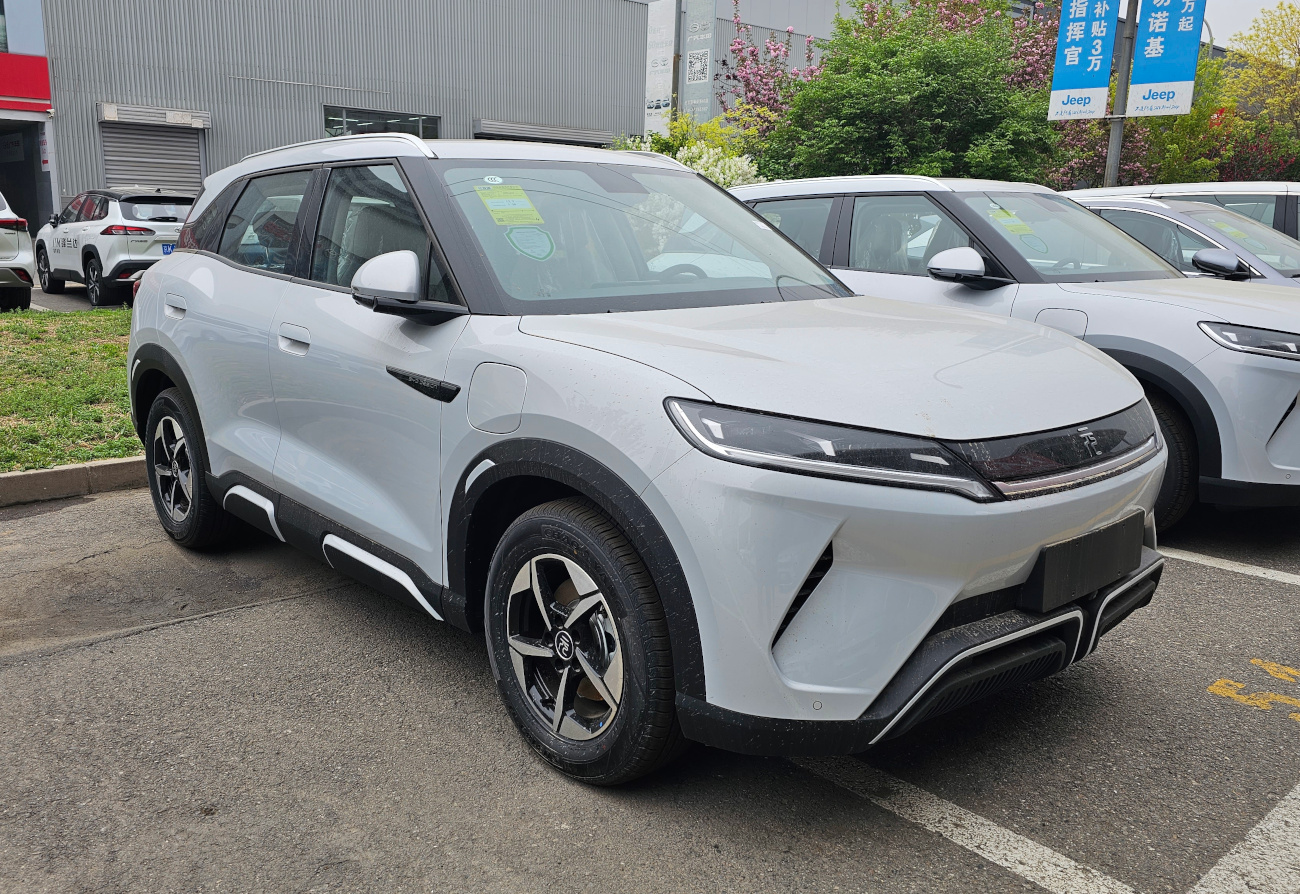
BYD Yuan Up

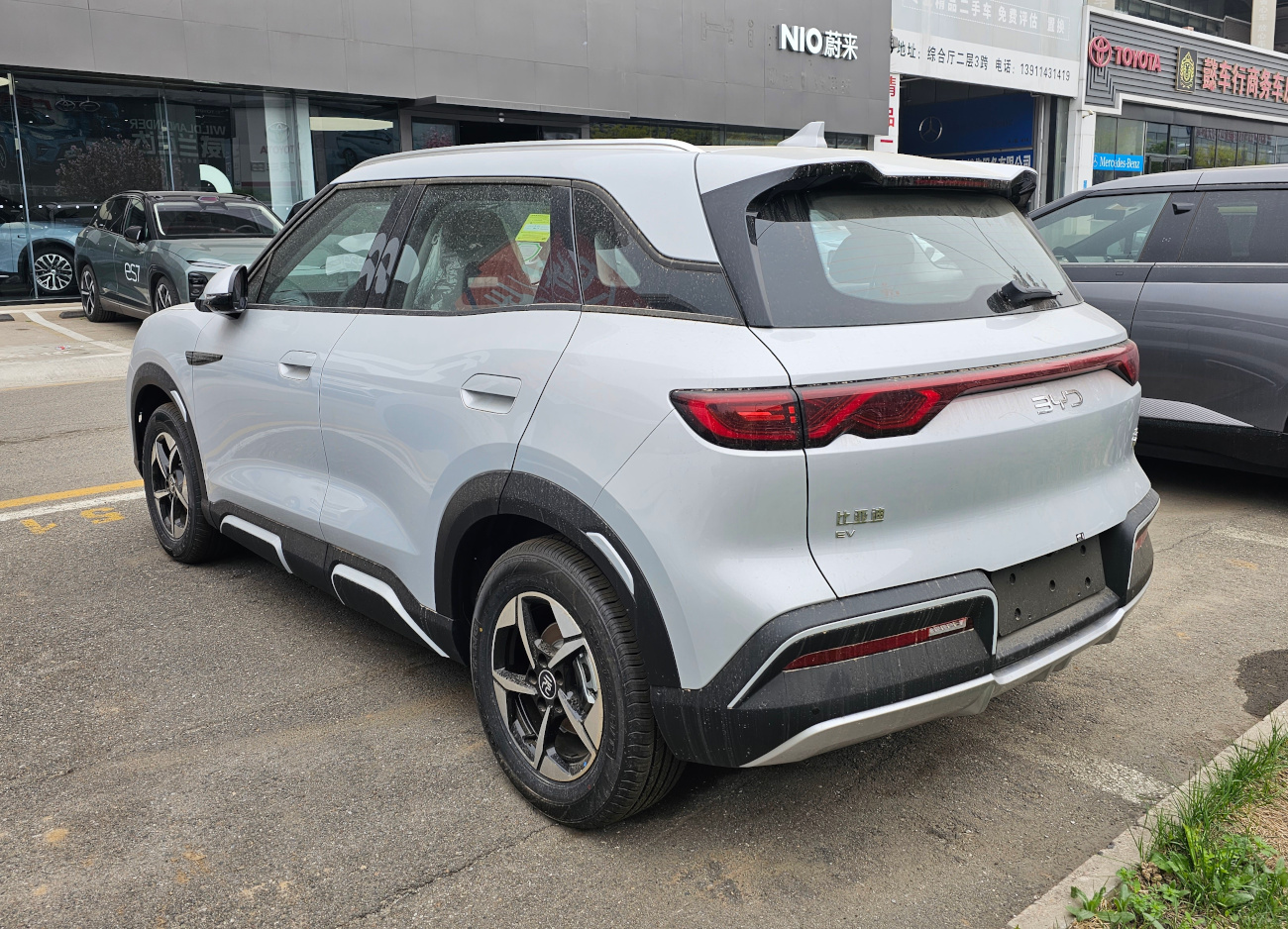

BYD Yuan Up – це компактний електричний кросовер, який випускає китайська компанія BYD. Він є оновленою версією моделі BYD Yuan та відрізняється високою ефективністю, доступністю та надійністю. Yuan Up оснащений 12.8-дюймовим сенсорним екраном мультимедійної системи, що обертається, і 8.8-дюймовим кольоровим дисплеєм цифрового годинника.